# Horgonyszöveg
A horgonyszöveg (angolul: anchor text) a látható, kattintható szöveg egy hiperhivatkozásban. Ha a szövegnek erre a részére kattint a felhasználó, akkor egy másik honlapra vagy a honlap egy másik helyére viszi a böngésző.
A horgonyszövegben található szavak hozzájárulhatnak az oldal rangsorolásához a keresők, böngészők (pl. Google kereső) számára. A horgonyszövegek maximum 50 karakterből állnak. A különböző böngészők eltérő módon jelenítik meg a horgonyszövegeket.
A horgonyszöveg rendszerint a felhasználó számára leíró vagy kontextusos információt ad a hivatkozás rendeltetési helyének tartalmáról. A horgonyszöveg lehet, hogy nem kapcsolódik a hivatkozás URL-címének tényleges szövegéhez. Például egy hiperhivatkozás az Angol Wikipédia honlapjára a következőképpen nézhetne ki: 
<a href="http://en.wikipedia.org/wiki/Main_Page">Wikipedia</a>
A fenti példában az url a http://en.wikipedia.org/wiki/Main_Page, míg a horgonyszöveg a "Wikipedia" lesz. Vagyis a felhasználó azt fogja csak látni, hogy "Wikipedia".
A horgonyszöveg kulcsfontosságú a linkek esetében. Ez az a szöveg, amivel a kereső azonosítja, hogy miről szól a céloldal. Tehát ha a horgonyszöveg a „további információ”, akkor a céloldal leginkább a „további információ” kulcsszóra van erősítve.

## Típusai[2]
- Csupasz horgonyszövegek: A csupasz horgonyszövegben az url látszik, például http://www.honlap-neve.hu.
- Generikus horgonyszövegek: A generikus horgonyszövegek általában utasítást adnak, jellemzően marketingszempontból értékesek, mivel jobban felhívják a figyelmet, és cselekvésre ösztönöznek. Például "kattints ide", "letölthető itt", "részletek", "tovább" stb.
- Brand és Author típusú horgonyszövegek: Amikor a hivatkozásban a weboldal neve vagy a márka szerepel, brand típusú horgonyszövegről beszélünk. Author, azaz szerzői típusú horgonyszövegek esetén a szerző, kiadó neve szerepel a horgonyszövegekben (pl. a fentebb említett "wikipédia" példa).
- Kulcsszóval pontosan egyező horgonyszövegek: Ezek azok a horgonyszövegek, melyek a tartalom kulcsszavával pontosan egyeznek. Például a tartalom kulcsszava az autójavítás, és a rámutató hivatkozás horgonyszövege is az autójavítás kifejezés lesz, például <a href="https://www.honlap-neve.hu/autojavitas-szakszeruen">Autójavítás</a>.
- Kulcsszóval részlegesen egyező horgonyszövegek: Részlegesen egyező horgonyszövegek tartalmazzák a tartalomra jellemző kulcsszavak, kifejezések egy részletét. Az autójavítás példánál maradva a horgonyszöveg azt tartalmazza, hogy "Autójavítás olcsón, három napon belül". Itt már a teljes horgonyszöveg nem egyezik meg a tartalom kulcsszavával.